# Tapferkeitsmedaille (Kroatien)

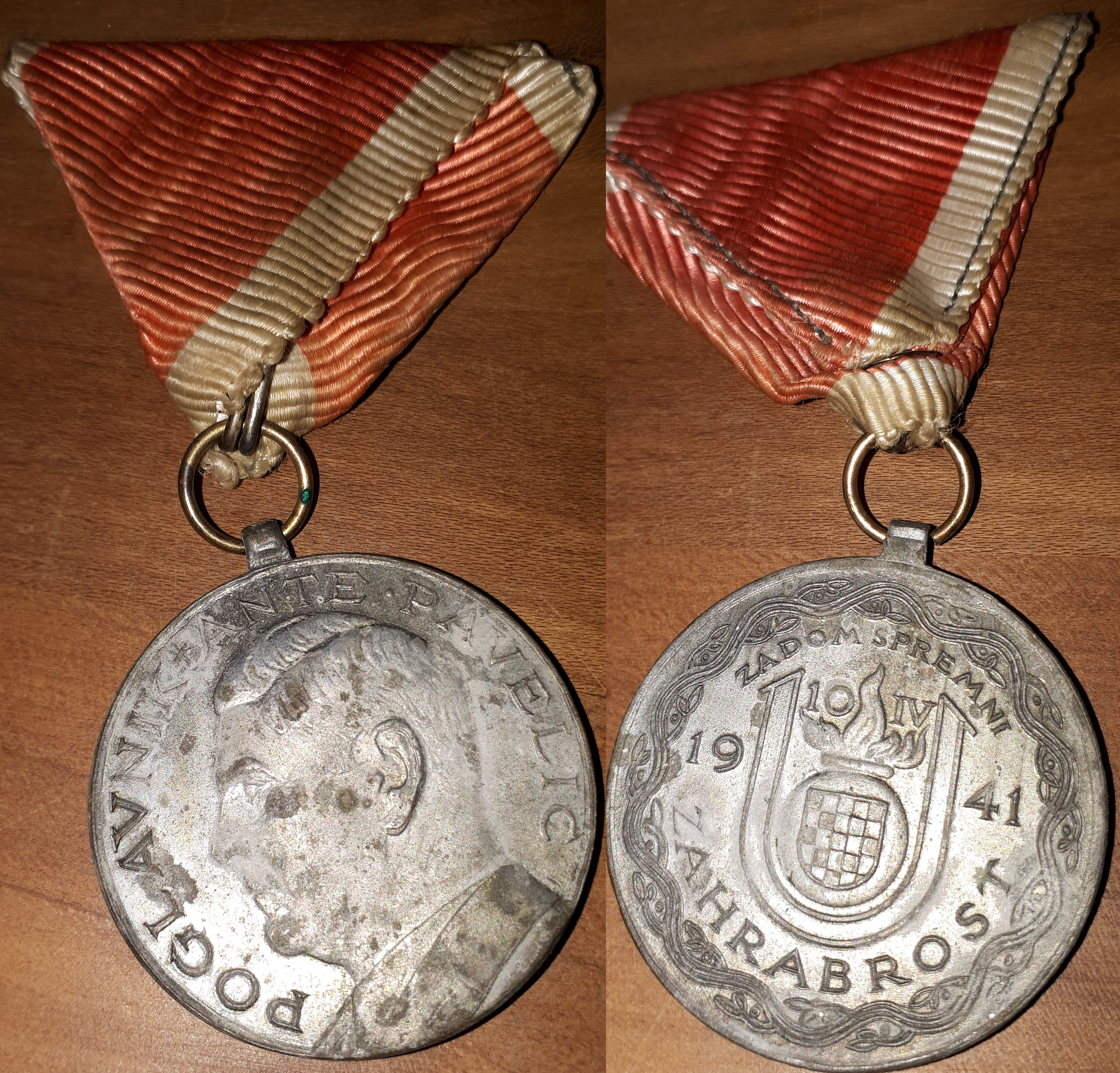
Avers und Revers der kroatische Tapferkeitsmedaille

Die Medaille des Staatsführers Ante Pavelić für Tapferkeit (kroatisch Kolajna poglavnika Ante Pavelića za hrabrost, kurz Tapferkeitsmedaille, veraltet auch Kroatische Tapferkeitsauszeichnung) war eine staatliche Kriegsauszeichnung des Unabhängigen Staates Kroatien (NDH). Die Medaille wurde am 27. Dezember 1941 durch den Staatsführer Ante Pavelić als sichtbares Zeichen für die persönliche Tapferkeit in der Schlacht gestiftet.

## Aussehen und Trageweise
Die Medaille zeigt auf ihrem Avers das rechts blickende Kopfporträts Pavelićs, umschlossen von der Umschrift POGLAVNIK ANTE PAVELIĆ (Staatsführer Ante Pavelić).
Das Revers zeigt innerhalb einer Variante des Kroatischen Flechtwerks, mittig das Wappen der Ustascha sowie oben die Umschrift ZA DOM SPREMNI (Für die Heimat bereit) und ZA HRABROST (Für Tapferkeit). Das mittige Wappen zeigt das bekannte U, links und rechts umgeben von der Jahreszahl 19 / 41, in dessen Zwischenraum ein kleines Wappen des Unabhängigen Staates Kroatien mit dem Schachbrettmuster zu sehen ist, über dem eine Flamme lodert. Zwischen diesen Flammen ist das Datum 10 IV (10. Juni) zu lesen, für den Gründungstag des Unabhängigen Staates Kroatien, den 10. April 1941.
Getragen wurde die Medaille an der linken oberen Brustseite des Beliehenen an einem roten, weiß geänderten Dreiecksband.